# Élections générales irlandaises de 1937
L’élection générale irlandaise de 1937 s'est tenue le 1er juillet 1937. 137 des 138 députés sont élus et siègent au Dáil Éireann.

## Mode de scrutin
Les élections générales irlandaises se tiennent suivant un scrutin proportionnel plurinominal avec scrutin à vote unique transférable. En effet, le Ceann Comhairle, qui préside le Dáil Éireann, est automatiquement réélu, conformément à l'article 16, alinéa 6, de la Constitution.

## Résultats

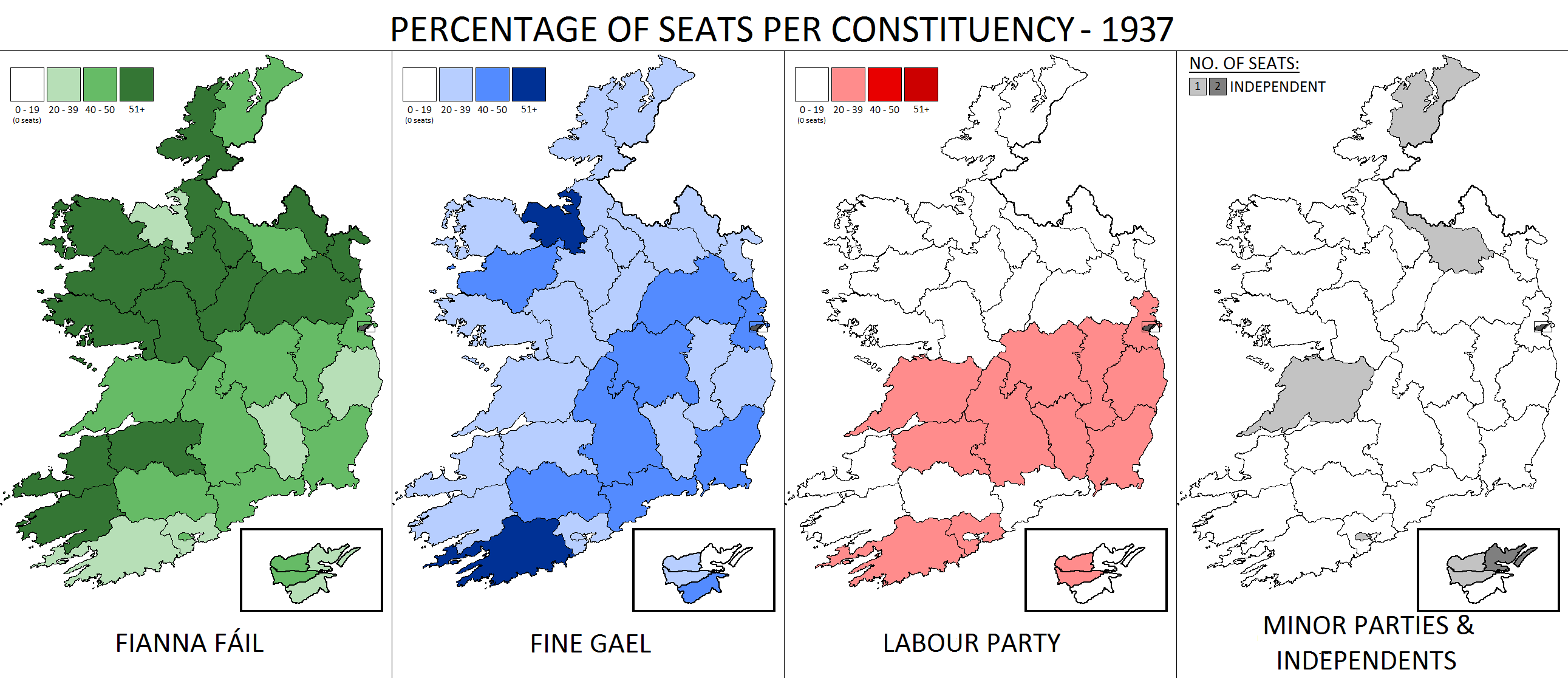
Résultats par circonscription

| Parti                                              | Parti                | Leader               | Voix      | %      | +/- | Sièges | +/- | % du Dáil |
| -------------------------------------------------- | -------------------- | -------------------- | --------- | ------ | --- | ------ | --- | --------- |
|                                                    | Fianna Fáil          | Éamon de Valera      | 599 040   | 45,2 % | 4,5 | 69     | 8   | 50,0      |
|                                                    | Fine Gael            | William T. Cosgrave  | 461 171   | 34,8 % | 4,8 | 48     | 11  | 34,8      |
|                                                    | Parti travailliste   | William Norton       | 135 758   | 10,3 % | 4,6 | 13     | 5   | 9,4       |
|                                                    | Indépendants         | Indépendants         | 128 480   | 9,7 %  | 4,7 | 8      | 1   | 5,8       |
| Votes blancs et nuls                               | Votes blancs et nuls | Votes blancs et nuls | 27 824    |        |     |        |     |           |
| Total                                              | Total                | Total                | 1 352 273 | 100 %  |     | 138    | 15  | 100       |
| Participation                                      | Participation        | Participation        | 1 775 055 | 76,2 % |     |        |     |           |
| Un gouvernement Fianna Fáil minoritaire est formé. |                      |                      |           |        |     |        |     |           |